# علي شاهين (سياسي تركي)
علي شاهين هو سياسي تركي، ولد في 1921 في عنتاب في تركيا، وتوفي في 14 يناير 1972. نشط حزبياً في حزب الديمقراطية.